# Трис-ацетатний буфер
Трис-ацетатний буфер (TAE) — буферний розчин, що містить трис, оцтову кислоту й ЕДТА.
Використовується для гель-електрофорезу при розділені фрагментів нуклеїнових кислот. Має меншу буферну ємність, ніж трис-боратний буфер, у зв'язку з чим швидше виснажується, однак, лінійні дволанцюгові фрагменти ДНК переміщуються в TAE швидше.
Для отримання робочої концентрації 50-кратний буфер розводять у дистильованій воді в співвідношенні 1:50.